# 虞弘墓

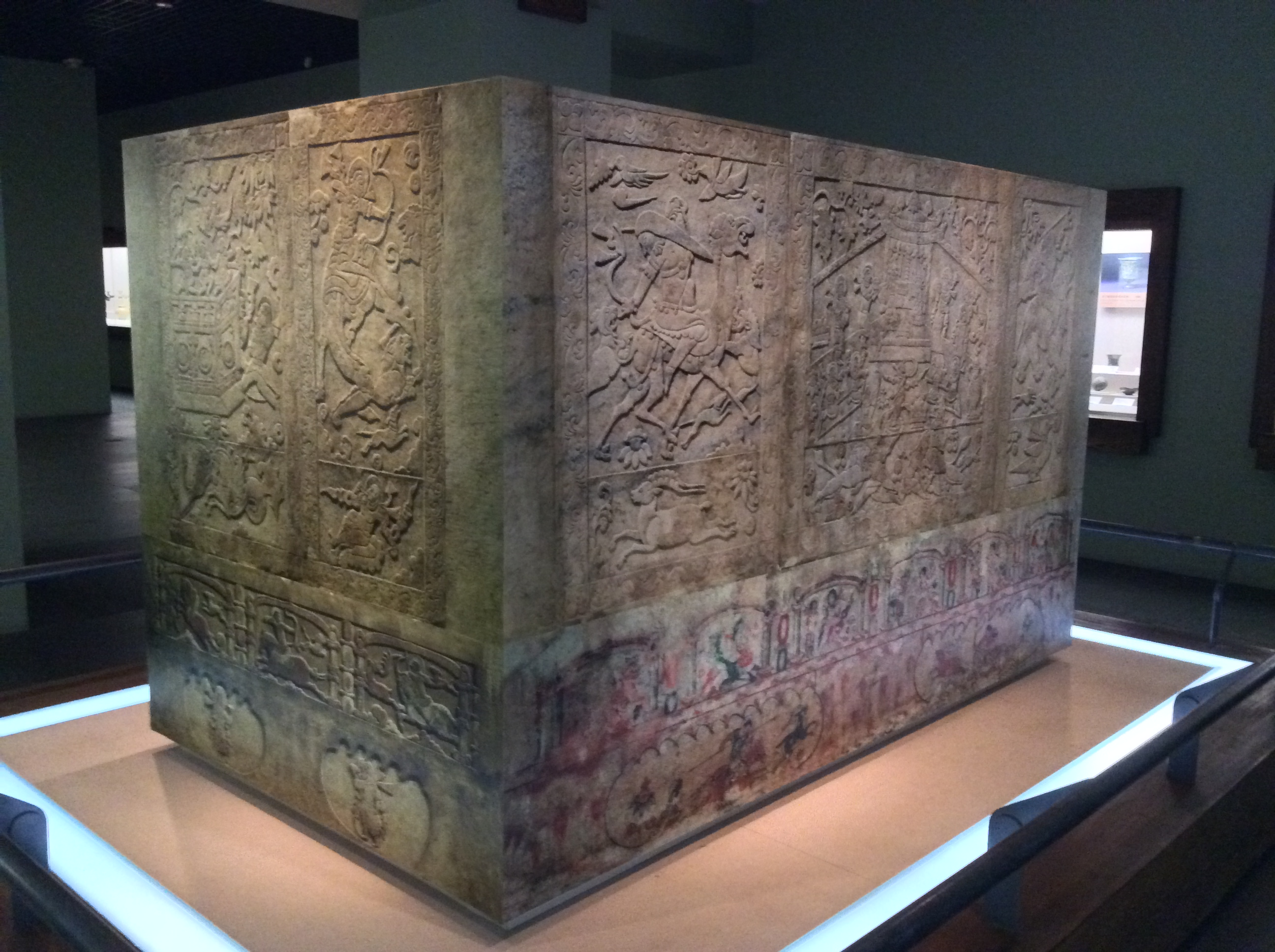
虞弘墓出土の石槨後壁の漢白玉レリーフ

虞弘墓（ぐこうぼ）は、中国山西省太原市晋源区で出土した隋の官僚虞弘とその妻子の合葬墓であり、中原地区で今までに発見されたうちで唯一正確な紀年の分かる西域・中央アジア文化の墓葬である。

## 被葬者について

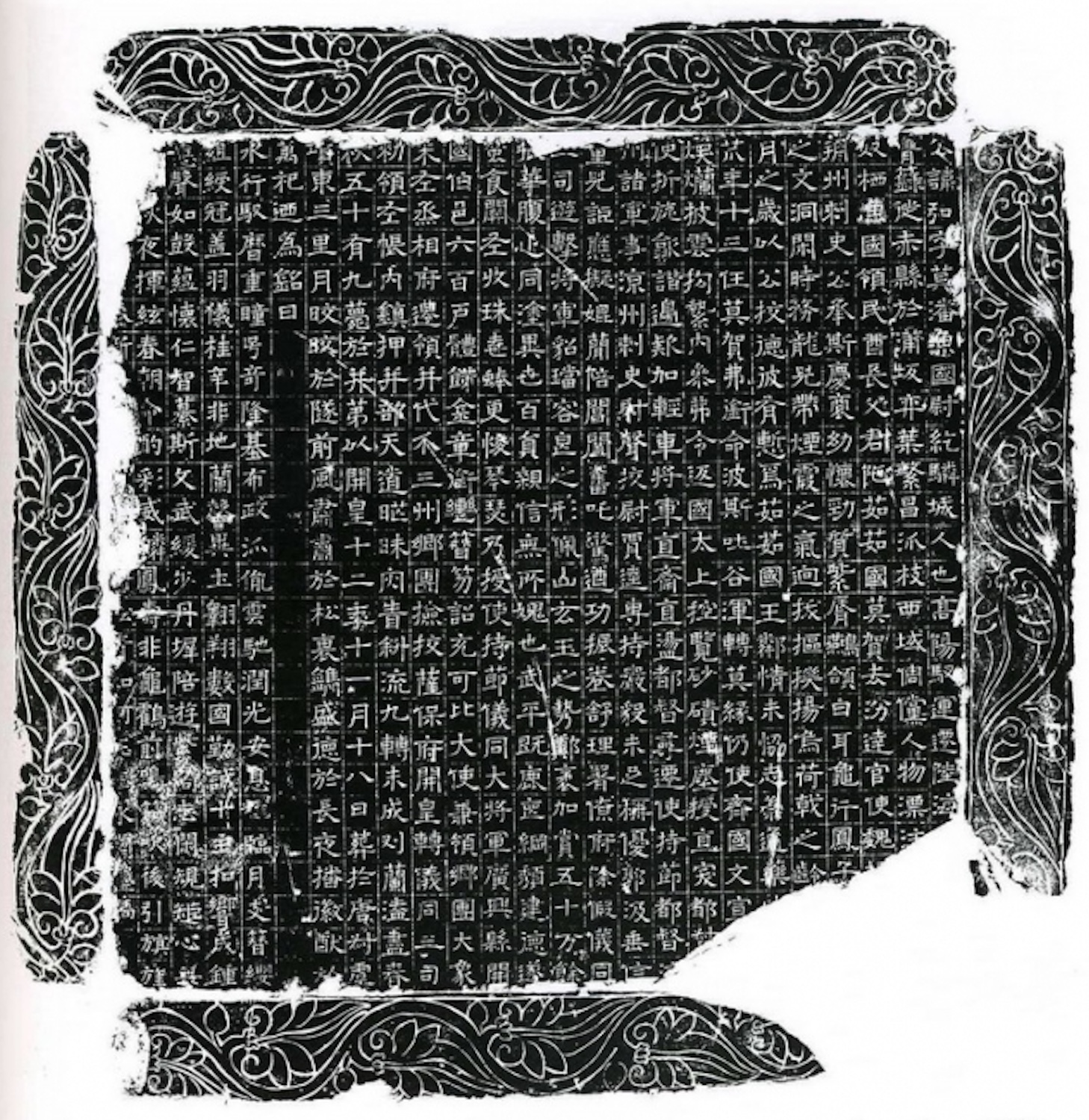
虞弘墓誌の拓片

副葬された墓誌の誌蓋には「大隋故儀同虞公墓誌」の九字が篆刻されている。墓誌の誌文には「公諱弘、字莫潘、魚国尉紇驎城人也」と記載されており、ここから被葬者の本名が虞弘といい、字を莫潘といい、魚国の尉紇驎城の出身であると知ることができる。石槨上のレリーフには、蓮台の上の聖火が描かれており、つまりは彼がゾロアスター教の信徒であることを表している。虞弘は柔然国王の命を受けてペルシア・吐谷渾・月氏などの西域国家に出使し、かつてのパルティアの統治した地域を巡っている。後には北斉に出使し、その後は北斉にとどまり、北周と隋の官僚をつとめた。虞弘は北周において「検校薩保府」に任じられているが、「薩保」はソグド語の「s′rtp′w」からの音訳であり、もとの意味は「商隊の首領」である。当時は中原に進出したソグド人は数多く、朝廷の設置した「薩保」の官職は中国に進出した外国人を管理する事務を担当し、これは中原地区で唯一外来語で命名された官職であった。
虞弘は享年59歳で592年（隋の開皇12年）に死去し、埋葬された。最終官は隋の正五品の儀同三司であった。石槨上のペルシア風のレリーフから推測するに、魚国は中央アジアに位置していたということができるが、それがどこにあたるのか、いまなお決定的な説は示されていない。

## 墓葬の概要
虞弘の墓は、太原市晋源区（中国古代の晋陽にあたる）晋祠鎮の王郭村に位置しており、1999年に出土したレンガ積みの単室墓である。墓頂はすでに壊れており、現存の墓道・甬道・墓門および墓室は、全長が13.65メートルである。墓室中央の北寄りに倣木構の漢白玉の石槨が安置されており、八棱漢白玉の石柱・石俑・陶俑・銅銭・白磁碗・墓誌銘など副葬品は80件あまりある。長さ2.48メートル、幅1.38メートル、高さ2.17メートルの漢白玉の石槨は、槨頂・槨身・底部の三部分数十個の物件で構成されており、頂部は三開間歇山頂の建築様式である。四周はレリーフで覆われ、レリーフ画面の一部は描金が施されている。レリーフ画の内容は宴飲図・楽舞図・狩猟図・家居図・醸酒図・行旅図などである。レリーフの中の人物はみな鼻が高く目彫りは深くひげの濃いコーカソイドであり、その中の少なからぬ人物の頭にはペルシアの日月冠を戴いている。その他の図案にも銜綬鳥・帯綬馬・胡騰舞・頭部に扇形長帔をつけた人物などペルシアや中央アジアの風格が濃厚である。このほかには、ローマ帝国で崇拝を受けたインドとイランの神であるミスラの現し身がレリーフ中に現れている。これらのレリーフ画は墓主の故郷の風物を再現するのみならず、虞弘の信仰するゾロアスター教の第一級資料を提供するものである。このほか、虞弘墓の石槨には槨があって棺がないのも、中原の喪葬習俗と完全に異なっている。

## レリーフ石板について

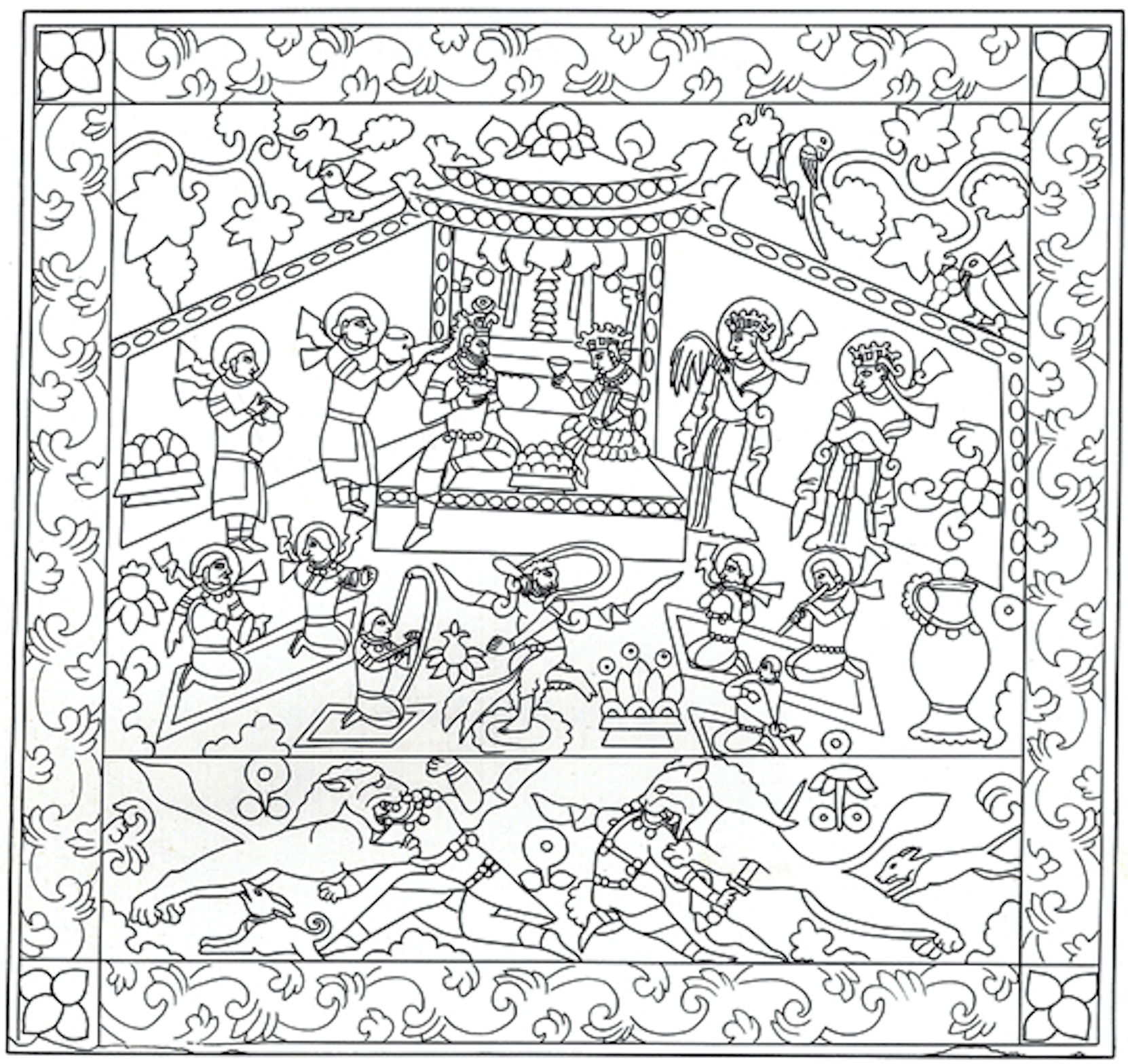
石板レリーフ5のトレース

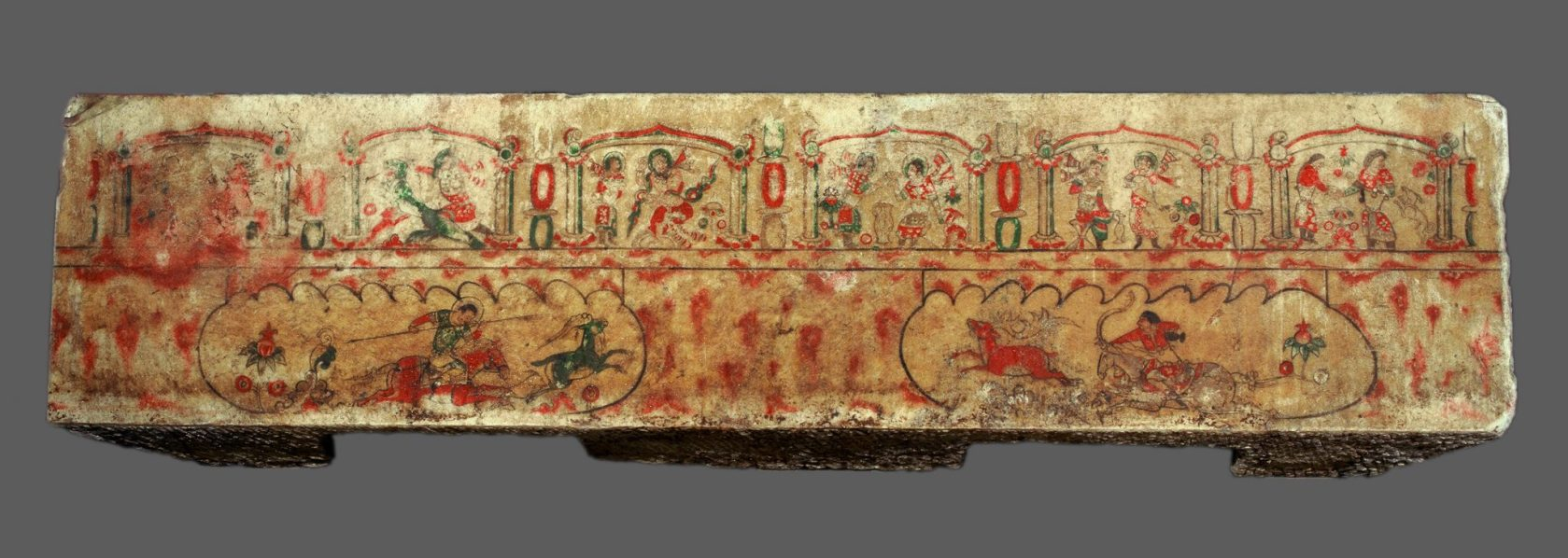
石槨底部の彩絵石板

虞弘の石槨の四周内外には大小さまざまなレリーフと絵画54幅があり、主構成部分の9幅の石板レリーフ画は2組に細分できる。第1組（前4幅）は墓主の現世での生活を表現しており、第2組（後5幅）は墓主の死後の天国での情景を描写したものとするべきである。九幅の石板レリーフ画の分別は次のとおりである。
1. 牽馬および神馬の図
2. 酒の醸造および猛獅が神馬と闘う図
3. 駱駝に騎って獅を猟す、および角形器を持つ胡人の図
4. 駱駝に騎って獅を猟す、および大角羊の図
5. 宴飲および人獅搏闘の図
6. 象に騎って獅を搏つ、および銜綬鳥の図
7. 行旅飲食および山羊の図
8. 出行休憩および奔鹿の図
9. 騎馬出行および牛獅搏闘の図、またの名を「奉果図」[5]

中国人民大学国学院副教授の畢波の考証によると、第5幅の「宴飲図」（「夫婦宴飲図」）は虞弘夫妻が対座して宴飲している場面を描いているのではなく、その中の女子はゾロアスター教（祆教）の天界の神霊の一種ダエーナーとするべきで、このレリーフ画の主題は墓主の霊魂が天国に入った後の美しい情景を表現したものであるという。

## ギャラリー

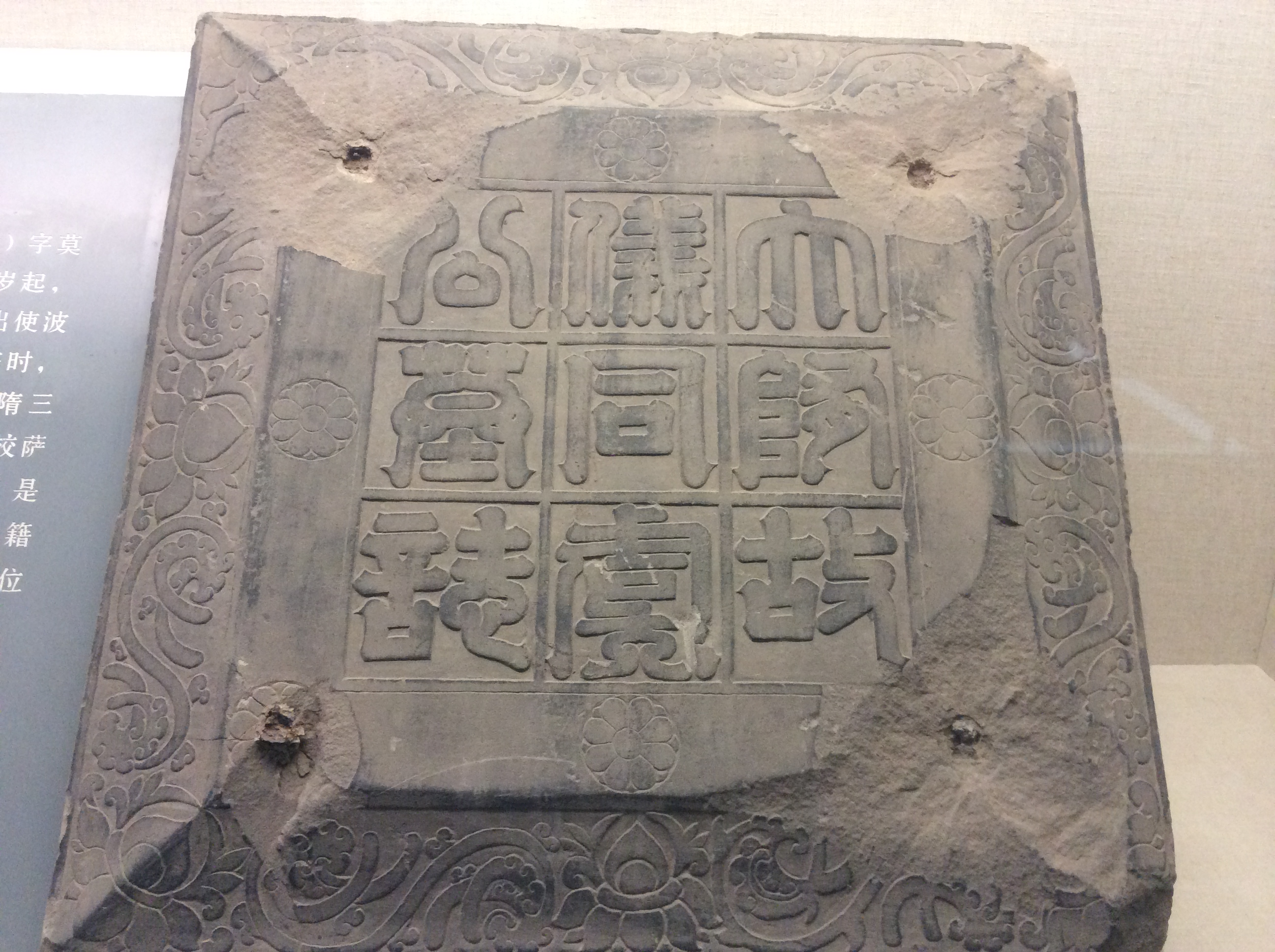
虞弘墓誌の誌蓋
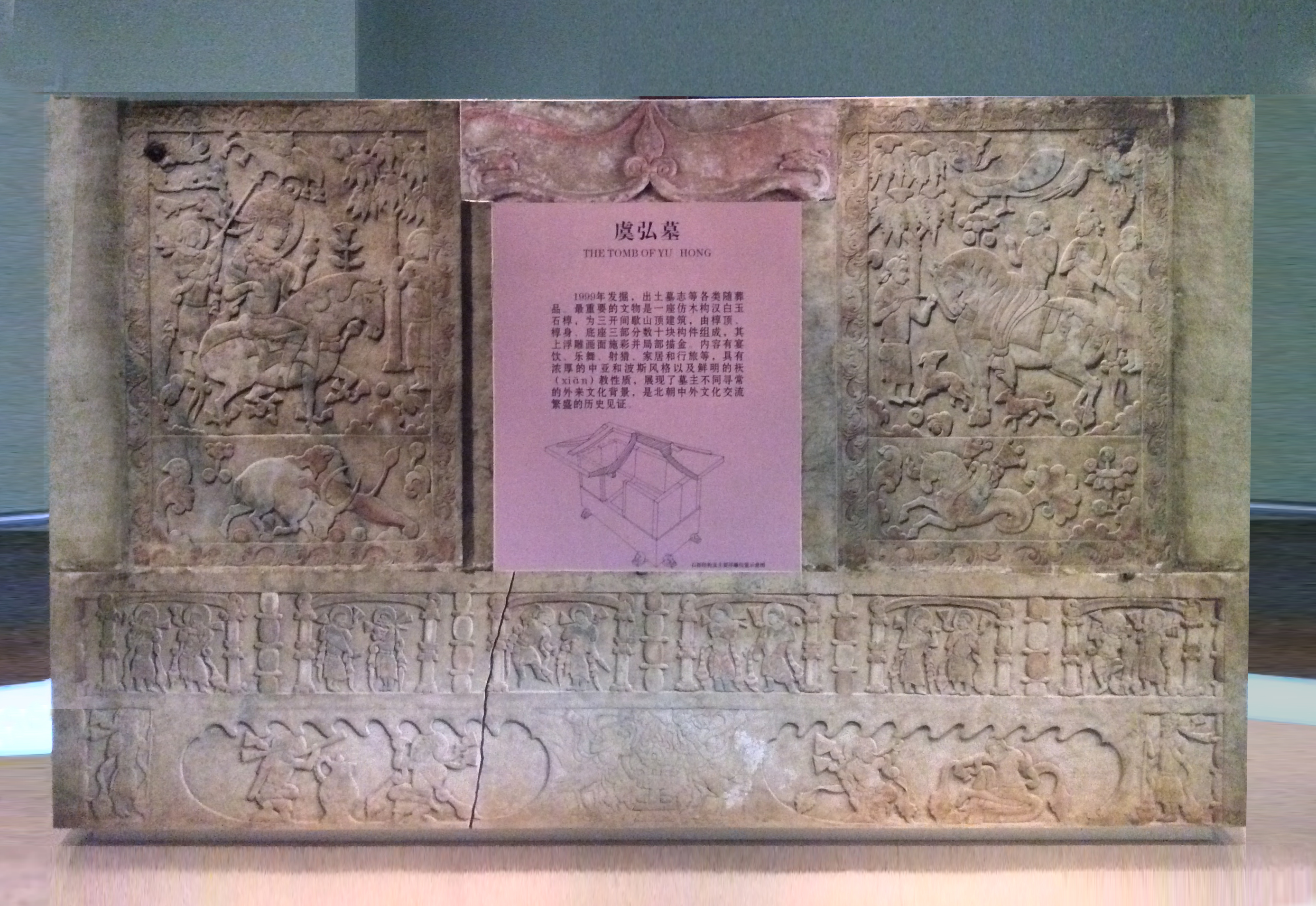
漢白玉レリーフ石槨正面、石板レリーフ9（左）と1（右）
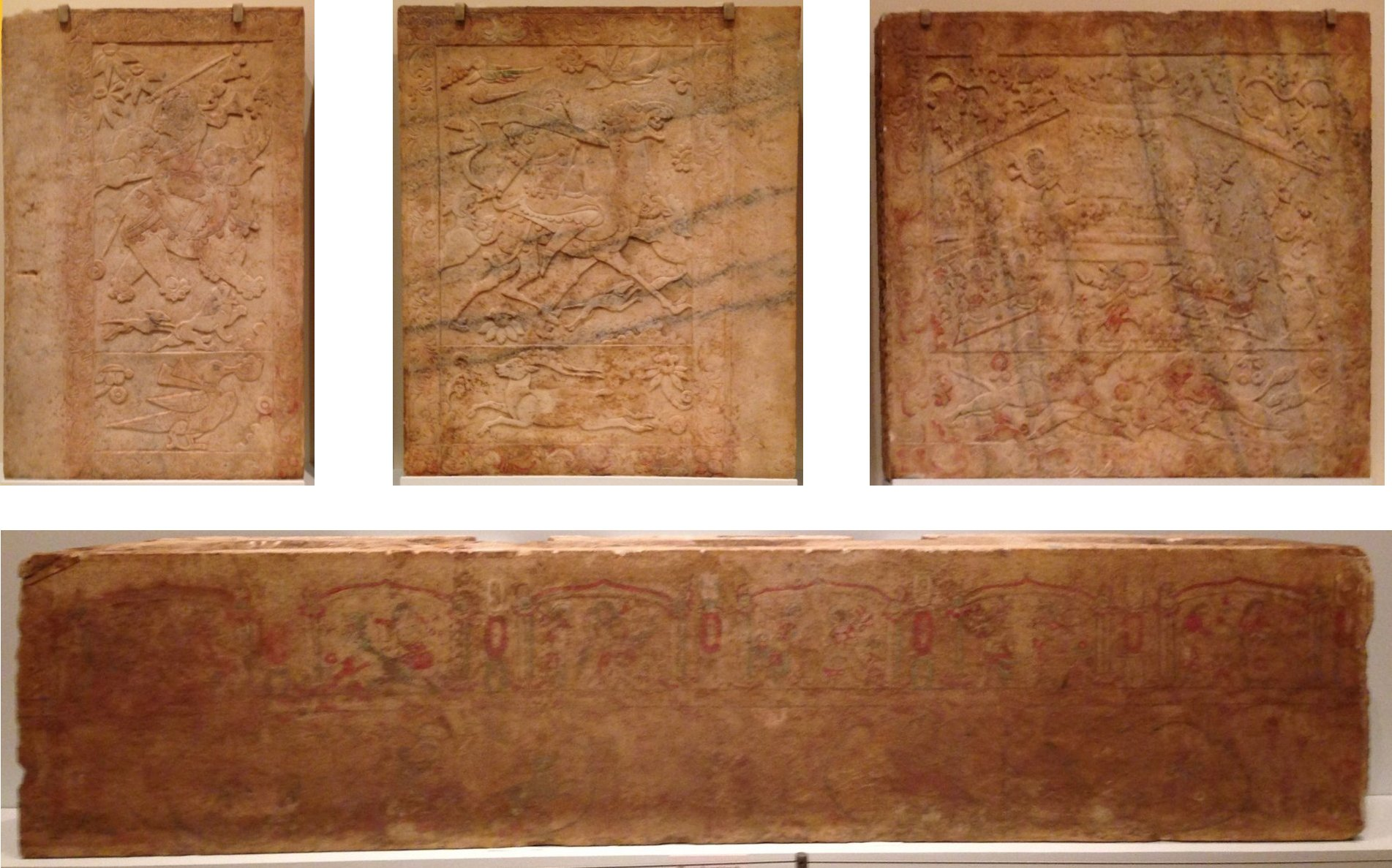
石板レリーフ6、4、5および彩絵石板
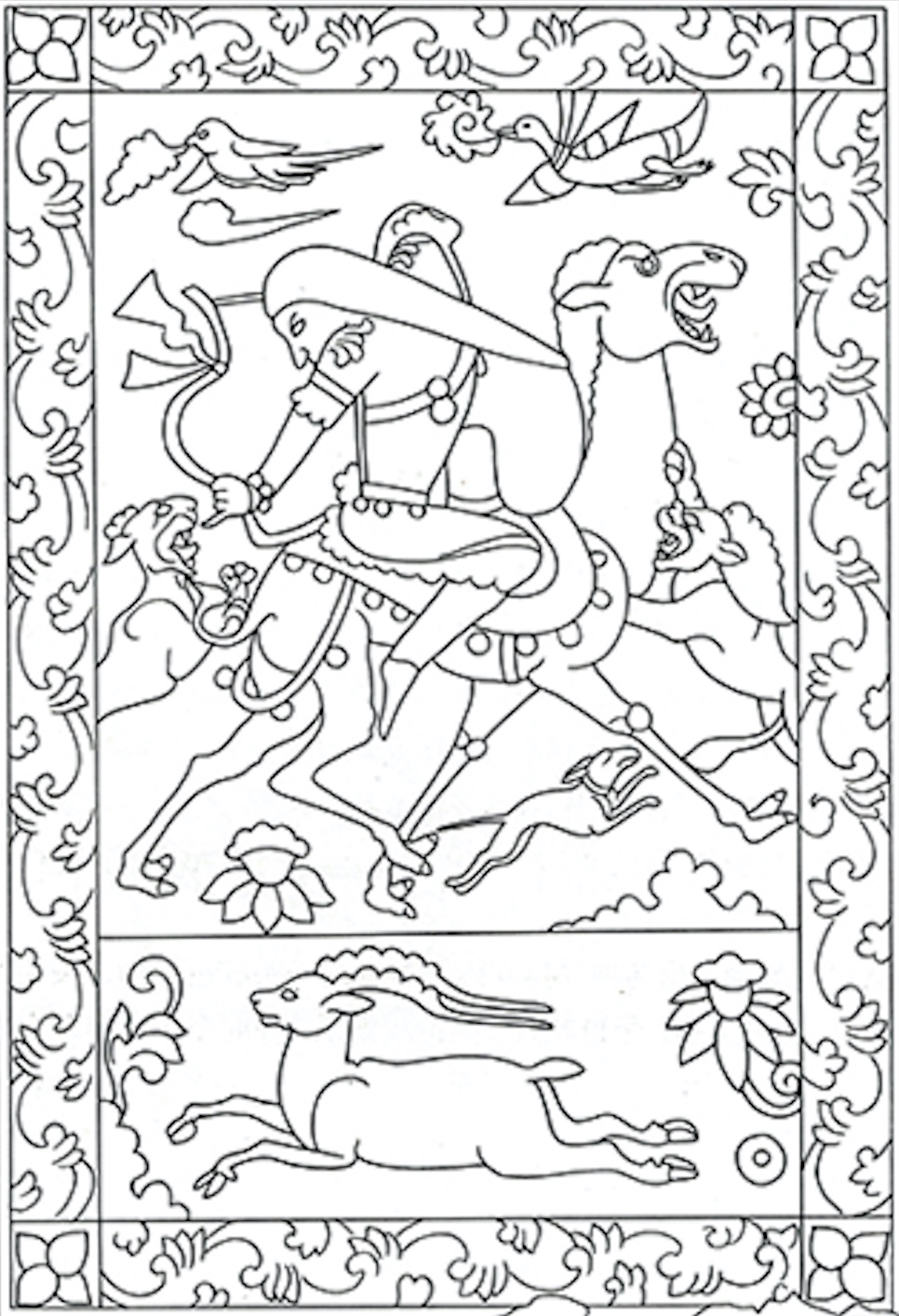
石板レリーフ4のトレース
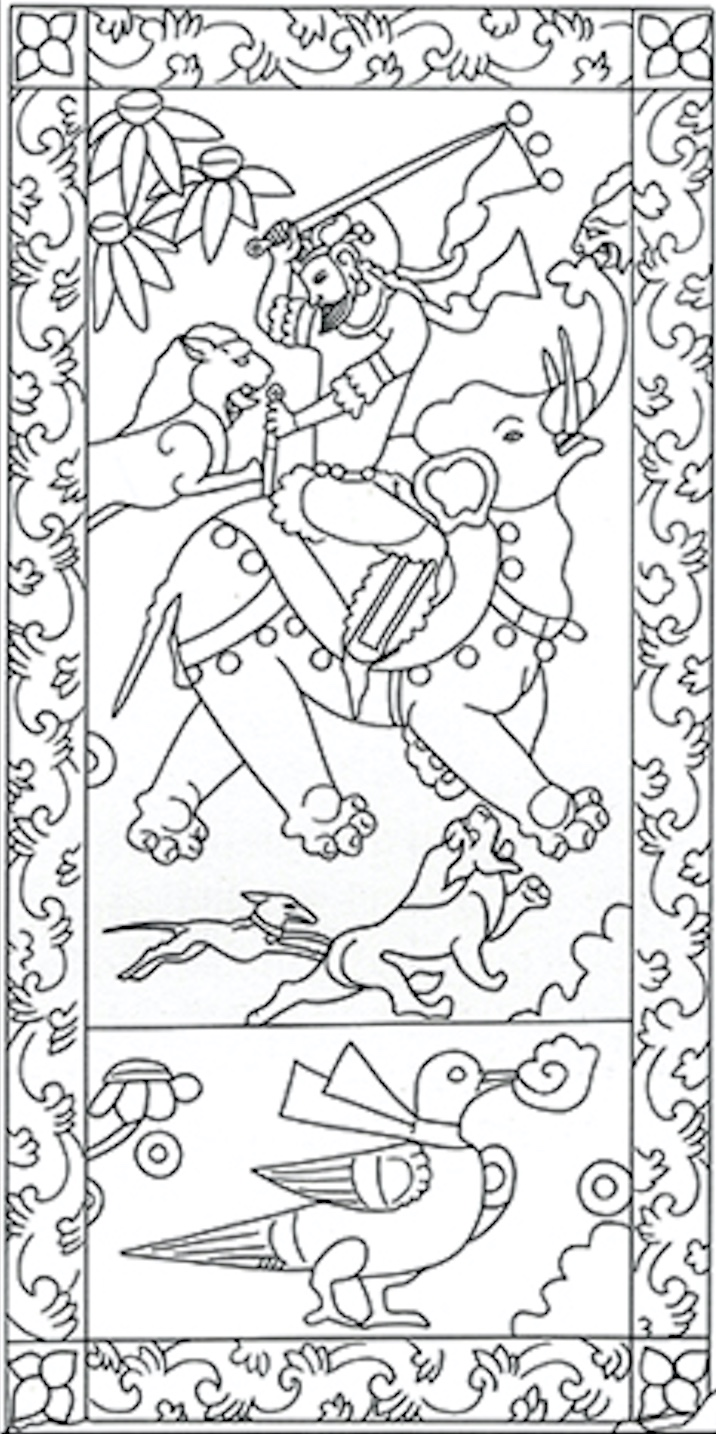
石板レリーフ6のトレース
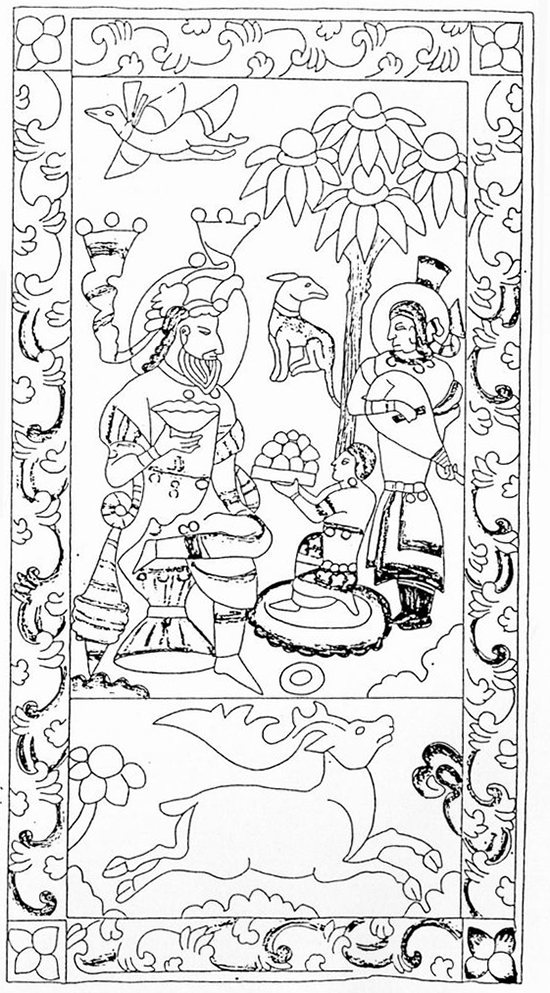
石板レリーフ8のトレース

石槨底部の彩絵石板細節図

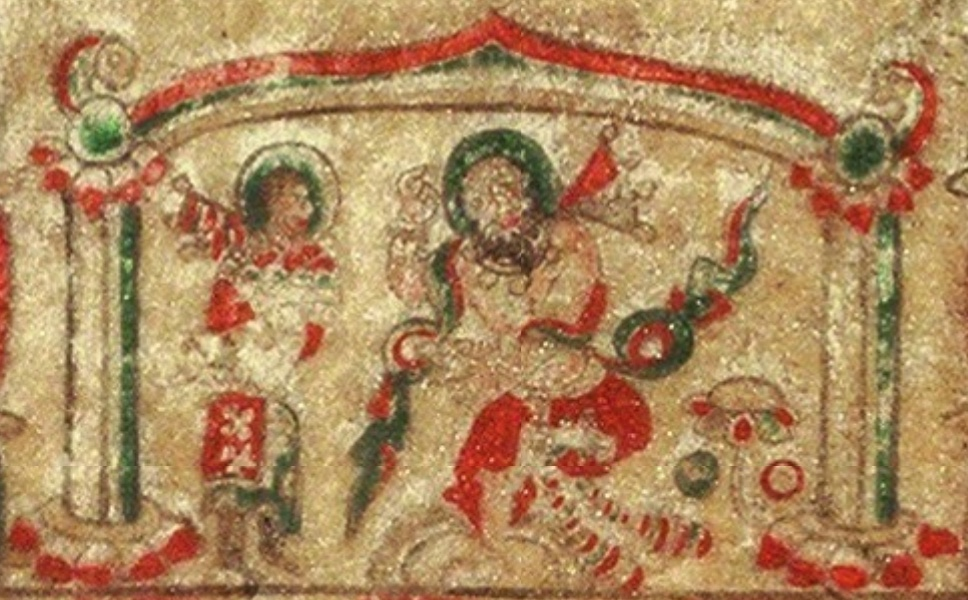
真ん中で髭の濃いひとりの男子が胡騰舞を踊っている。左辺には片手に捧果盤を捧げ持った男子
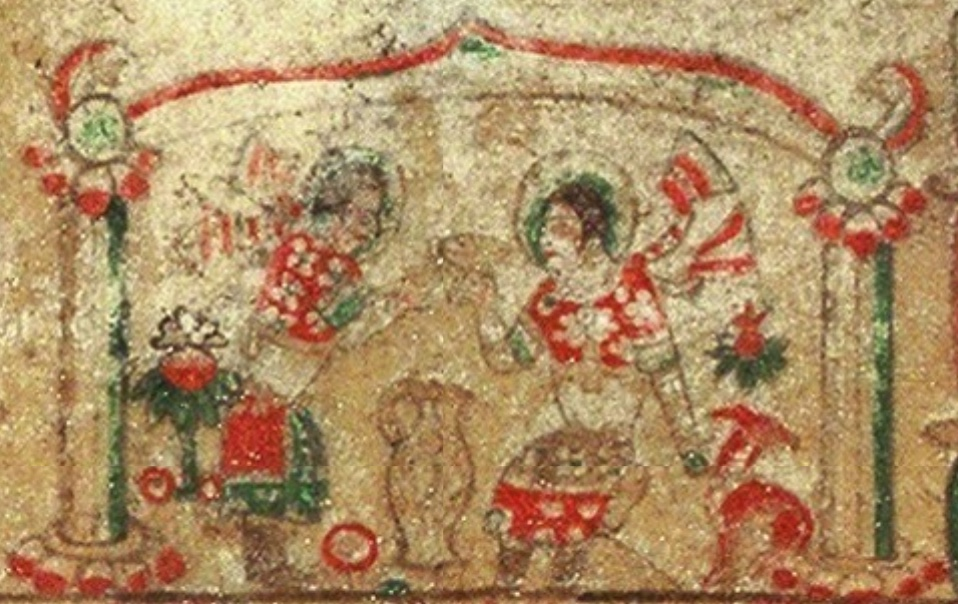
酒を酌み交わす2名の男子
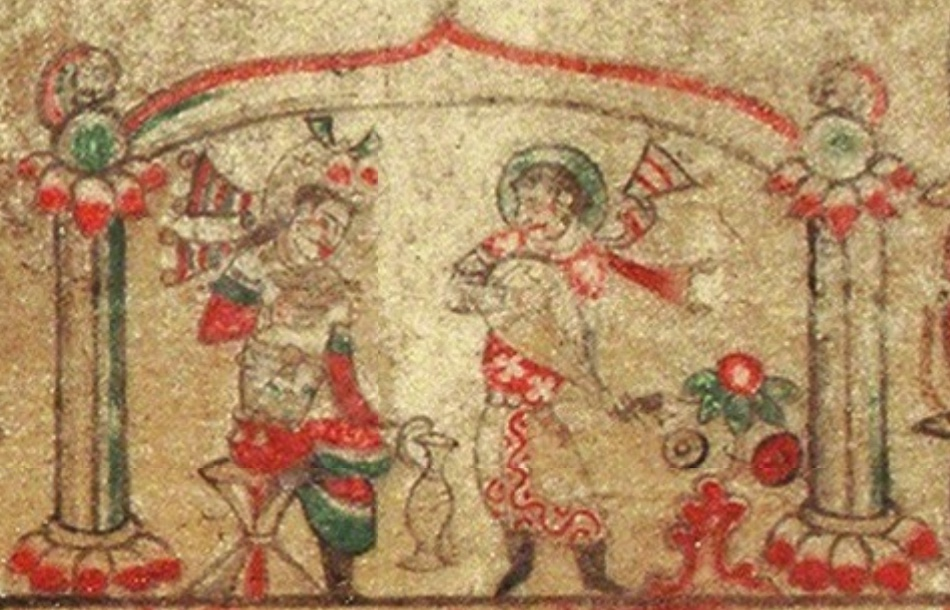
左辺の男子は右手に酒杯を握り、左手にソグド酒壺をつかんでいる。右辺の男子は琵琶を演奏しているところである。両人はともにサーサーン朝風の服を着ており、頭の後ろにはサーサーン朝の帛帯が跳ね上がっている。またの名を扇形長帔という
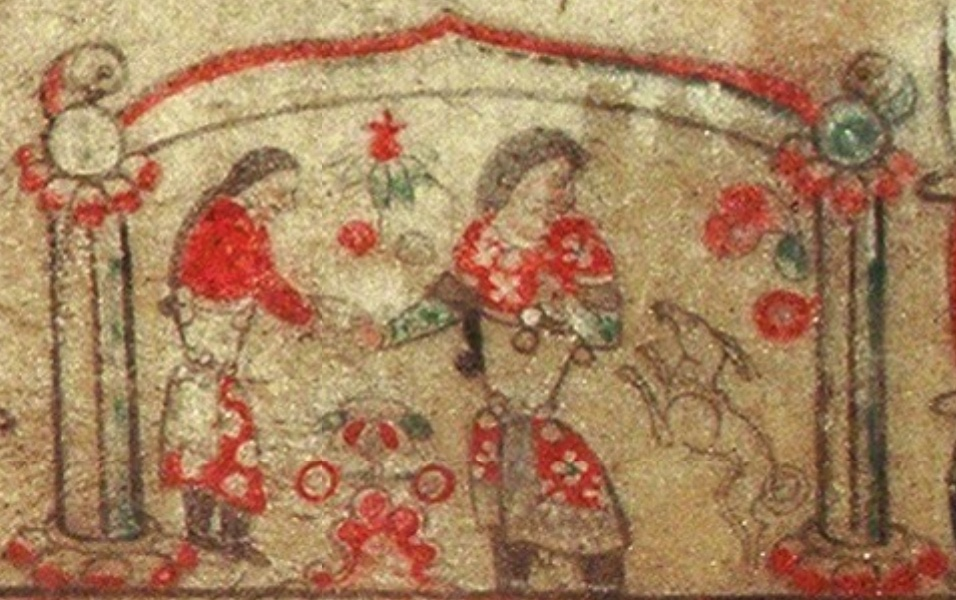
2名の飲酒する男子
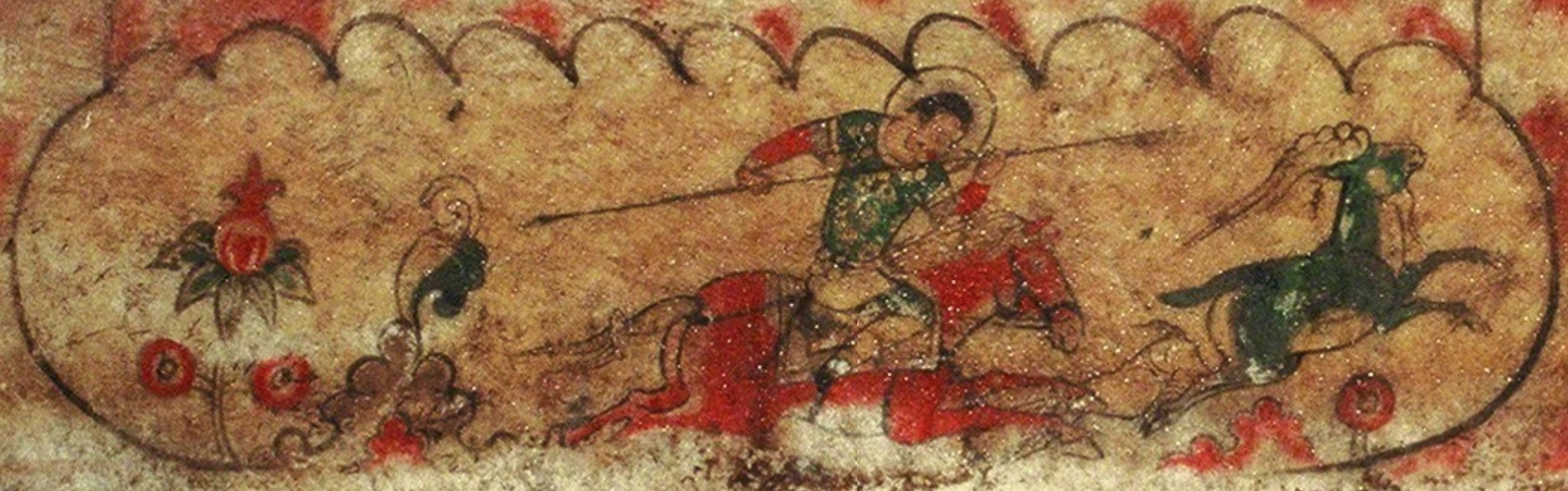
羊を狩猟する男子
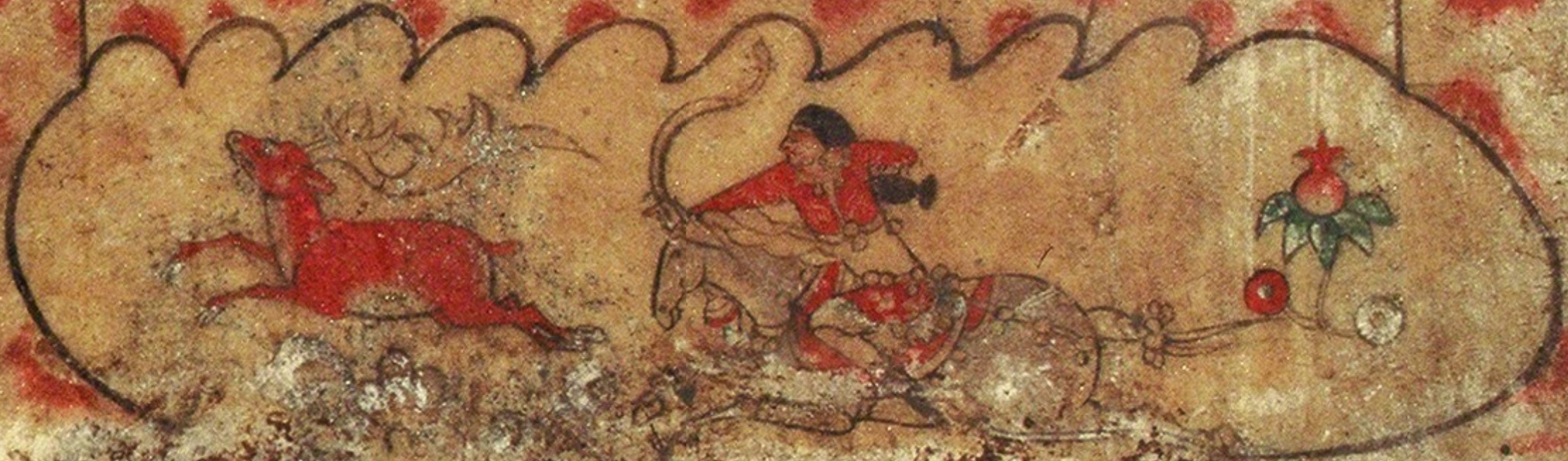
鹿を狩猟する男子